# Зоровий процесор
Зоровий процесор (англ. vision processing unit, станом на 2016 рік) — це перспективний клас мікропроцесорів; він є окремим типом ШІ-прискорювачів, розробленим для прискорення в задачах машинного зору.

## Огляд
Зорові процесори відрізняються від відео-процесорів (що спеціалізуються на кодуванні та декодуванні відео) своєю придатністю для виконання алгоритмів машинного зору, таких як згорткові нейронні мережі, масштабоінваріантне ознакове перетворення тощо.
Вони можуть включати прямі інтерфейси для отримування даних з камер (в обхід будь-яких буферів зовні кристалу), і мають більший акцент на потоці інформації в межах кристалу між багатьма вузлами паралельного виконання з блокнотною пам'яттю, як і надбагатоядерні процесори цифрової обробки сигналів. Але, як і відео-процесори, вони можуть мати фокус на арифметиці з нерухомою комою низької точності для обробки зображень.

## Протиставлення з ГП
Вони відрізняються від ГП, які містять спеціалізоване апаратне забезпечення для растрування та відображення текстур (для тривимірної графіки), і чию архітектуру пам'яті оптимізовано для маніпулювання растровими зображеннями в пам'яті зовні кристалу (читання текстур і внесення змін до кадрових буферів зі схемами довільного доступу).
Цільовими ринками є робототехніка, інтернет речей, нові класи цифрових камер для віртуальної та доповненої реальності, розумні камери, вбудовування прискорення машинного бачення до смартфонів та інших мобільних пристроїв.

## Приклади
- Movidius Myriad 2[en], який застосовується в проекті Google Tango[en].[3]
- Microsoft HoloLens[en] включають прискорювач, що називається голографічним процесором (у доповнення до їхніх ЦП та ГП), націлений на інтерпретування входу з камери для прискорення відстежування та бачення середовища для застосування в доповненій реальності.[4]
- Eyeriss, розробка МІТ, призначена для виконання згорткових нейронних мереж.[5]
- NeuFlow, розробка Яна ЛеКуна (реалізована в ПКВМ) для прискорення згорток, яка використовує архітектуру потоку інформації[en].

## Подібні процесори
Деякі процесори не описуються як ЗП, але є рівноцінно застосовними до задач машинного зору. Вони можуть утворювати ширшу категорію ШІ-прискорювачів (до яких можуть належати й ЗП), проте станом на 2016 рік консенсусу щодо цієї назви ще немає:
- IBM TrueNorth, нейроморфний процесор, націлений на подібні задачі розпізнавання образів та розвідки в сенсо́рних даних, включно з відео/аудіо.
- Нейронний процесор Qualcomm Zeroth[en], інший представник перспективного класу сенсо́рно/ШІ-орієнтованих мікросхем.[6]